# Thomas Nyström (biolog)
Thomas Nyström, född 1960, är en svensk professor i mikrobiologi vid Göteborgs universitet.
Nyström disputerade 1989 vid Göteborgs universitet med en doktorsavhandling inom marin mikrobiologi, specifikt om marina Vibriobakteriers anpassning till näringsbrist. Han har senare blivit professor i mikrobiologi vid samma lärosäte.
Nyströms forskargrupp är inriktad på molekylärbiologisk forskning kring bakteriers stressreaktioner till följd av förändringar i deras miljö. Gruppen har bland annat studerat det universella stressproteinet (UspA) i Escherichia coli, gener som hör ihop med detta protein och förekomsten av liknande gener i en bredare uppsättning organismer. Mer generellt har man fokuserat på defekter i cellernas mitokondrier och felveckade proteiner, med bland annat jäst som modellorganism. Där har man bland annat studerat kopplingen mellan genen Vac17 och för tidigt åldrande.
Nyström har uttryckt till SR att han är helt säker på att "åldrandets gåta" kommer att lösas.

## Utmärkelser
- 2003 - Göran Gustafssonpriset i molekylär biologi.
- 2005 - Invald i Kungliga Vetenskapsakademien.
- 2006 - Björkénska priset.[7]
- 2009 - Wallenberg Scholar.[4]
- 2017 - Huvudansvarig för projekt med anslag från Knut och Alice Wallenbergs stiftelse om 45 miljoner kronor.[8]